# Аржантон
Аржантон (фр. Argenton) насеље је и општина у југозападној Француској у региону Аквитанија, у департману Лот и Гарона која припада префектури Марманд.
По подацима из 2011. године у општини је живело 349 становника, а густина насељености је износила 28,75 становника/km². Општина се простире на површини од 12,14 km². Налази се на средњој надморској висини од 52 метара (максималној 169 m, а минималној 45 m).

## Демографија
| 1962. | 1968. | 1975. | 1982. | 1990. | 1999. | 2011. |
| ----- | ----- | ----- | ----- | ----- | ----- | ----- |
| 264   | 307   | 298   | 258   | 269   | 268   | 349   |

График промене броја становника у току последњих година